# Simeria
Simeria (în maghiară Piski) este un oraș în județul Hunedoara, Transilvania, România, format din localitatea componentă Simeria (reședința), și din satele Bârcea Mare, Cărpiniș, Sântandrei, Simeria Veche, Șăulești și Uroi. Se află in partea de vest a țării, în lunca Mureșului, la confluența acestuia cu râul Strei, între munții Apuseni și Retezat. A avut o populație de 14.556 de locuitori în anul 2011, de atunci populația a scăzut constant.

## Așezare
Localitatea Simeria este situată în partea de vest a României, la 16 km vest de municipiul Orăștie și 10 km est de municipiul Deva [45°51' N, 23°01' E], în lunca Mureșului, la confluența acestuia cu râul Strei, protejată la nord de lanțul Munților Metaliferi din Carpații Apuseni, la sud de Munții Poiana Ruscă, Retezat și Sureanu, iar la vest, de câteva defileuri din zona de întrepătrundere a Carpaților Meridionali și Apuseni. La est, lunca Mureșului se întinde spre Podișul Transilvaniei.
Orașul se întinde pe o suprafață de 4995 ha și cuprinde în teritoriul său administrativ și localitățile Cărpiniș, Uroi, Simeria Veche, Săulești, Sântandrei, Bârcea Mare, fiind un important nod de cale ferată cu stație de triaj în sud-estul orașului și beneficiind de legături rutiere optime (E68 / DN7 / A1).

## Demografie
Componența etnică a orașului Simeria
     Români (85%)
     Maghiari (1,55%)
     Alte etnii (1,08%)
     Necunoscută (12,36%)
Componența confesională a orașului Simeria
     Ortodocși (74,65%)
     Penticostali (5,55%)
     Romano-catolici (1,45%)
     Reformați (1,25%)
     Baptiști (1,22%)
     Alte religii (2,32%)
     Necunoscută (13,57%)
Conform recensământului efectuat în 2021, populația orașului Simeria se ridică la 11.268 de locuitori, în scădere față de recensământul anterior din 2011, când fuseseră înregistrați 12.556 de locuitori. Majoritatea locuitorilor sunt români (85%), cu o minoritate de maghiari (1,55%), iar pentru 12,36% nu se cunoaște apartenența etnică. Din punct de vedere confesional, majoritatea locuitorilor sunt ortodocși (74,65%), cu minorități de penticostali (5,55%), romano-catolici (1,45%), reformați (1,25%) și baptiști (1,22%), iar pentru 13,57% nu se cunoaște apartenența confesională.

### Populația în anul 1930
La recensământul din 1930 au fost înregistrați 3.897 locuitori, dintre care 1.705 ortodocși, 1.196 romano-catolici, 526 reformați, 230 greco-catolici, 116 luterani ș.a.
|  | Graficele sunt indisponibile din cauza unor probleme tehnice. Mai multe informații se găsesc la Phabricator și la wiki-ul MediaWiki. |

Date: Recensăminte sau birourile de statistică - grafică realizată de Wikipedia

## Politică și administrație
Orașul Simeria este administrat de un primar și un consiliu local compus din 17 consilieri. Primarul, Emil-Ioan Rîsteiu[*], de la Partidul Național Liberal, este în funcție din 1 noiembrie 2024. Începând cu alegerile locale din 2024, consiliul local are următoarea componență pe partide politice:
|  | Partid                          | Consilieri | Componența Consiliului | Componența Consiliului | Componența Consiliului | Componența Consiliului | Componența Consiliului | Componența Consiliului | Componența Consiliului | Componența Consiliului |
|  | ------------------------------- | ---------- | ---------------------- | ---------------------- | ---------------------- | ---------------------- | ---------------------- | ---------------------- | ---------------------- | ---------------------- |
|  | Partidul Național Liberal       | 8          |                        |                        |                        |                        |                        |                        |                        |                        |
|  | Partidul Social Democrat        | 5          |                        |                        |                        |                        |                        |                        |                        |                        |
|  | Alianța Dreapta Unită           | 2          |                        |                        |                        |                        |                        |                        |                        |                        |
|  | Alianța pentru Unirea Românilor | 2          |                        |                        |                        |                        |                        |                        |                        |                        |

## Istoric
În anii 1862-1869 s-a construit pe Valea Mureșului calea ferată Arad–Alba Iulia, prima cale ferată din Transilvania, cu ramificațiile Simeria-Petroșani și Simeria-Hunedoara. Amplasarea în zona de vărsare a Streiului în râul Mureș a atelierului pentru reparat locomotive și vagoane, precum și a unei gări de călători a dat naștere în acest loc Coloniei Simeria, unde locuiau muncitori români, germani, maghiari, slovaci, polonezi, italieni, sârbi și croați. În jurul coloniei s-a constituit localitatea Simeria, care, după 1885, capătă caracter permanent. În Belle Époque au fost construite la Simeria edificiile unor instituții importante pentru un nod de cale ferată: locuințe pentru funcționari, poșta, spitalul feroviar (sf. sec. XIX), școala elementară (1875), grădinița (1884). După Primul Război Mondial și unirea Transilvaniei cu România, în Simeria se edifică biserica ortodoxă, apar filiale ale băncilor, clădirile băii comunale, ale primăriei și este ridicat monumentul din centrul orașului, în cinstea eroilor localității. Odată cu sfârșitul celui de-al Doilea Război Mondial, în Simeria se refac atelierele de locomotive și vagoane, se dezvoltă industria de prelucrare a marmurei, cea de pregătire a fierului vechi pentru oțelăriile Hunedoarei, se înființează o fabrică de industrializare a laptelui, se dezvoltă agricultura, pomicultura, creșterea animalelor.
În anul 1952 Simeria a fost declarată oraș, înglobând și localitățile limitrofe Simeria Veche, Cărpiniș, Sântandrei, Săulești, Uroi, Bârcea Mare.

## Economie

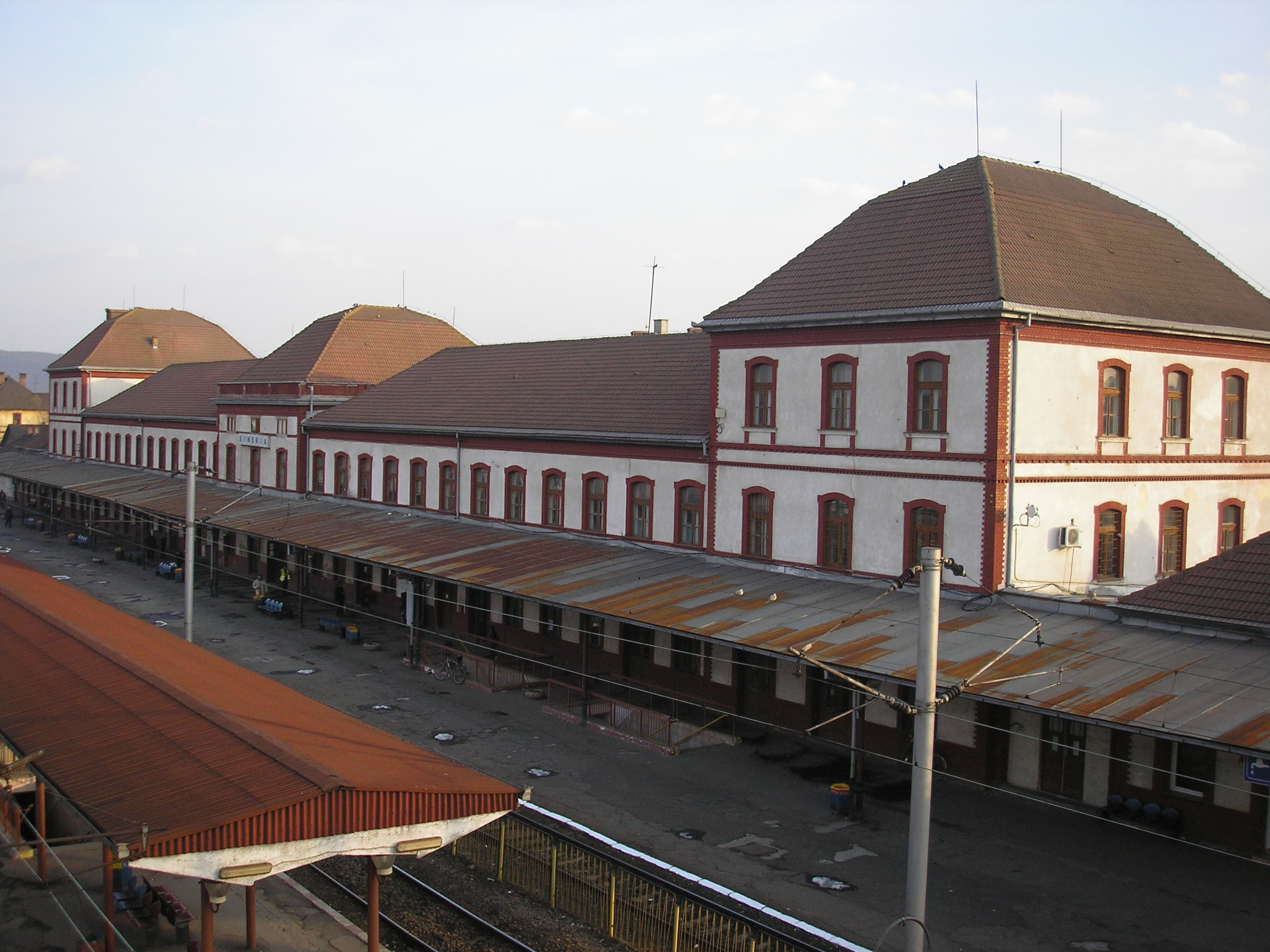
Gara Simeria

Legată prin tradiție, economia orașului Simeria a depins cu ani în urmă de puternica dezvoltare a transportului feroviar în zonă. Reparațiile de vagoane, întreținerea utilajelor pentru calea ferată sau alte activități legate de aceasta, au constituit punctul forte al economiei orașului.
O alta forță industrială a fost Marmosim Simeria - o întreprindere ce exploata și prelucra marmură. Astăzi, datorită numeroaselor privatizări ce au avut loc după Revoluție, au apărut firme importante cu activități în diverse domenii, cele mai semnificative fiind:
- S.C. Marmosim S.A.
- S.C. REVA S.A.
- S.C. Marmo Granit Sim S.R.L.
- S.C. Aprotera S.A.
- S.C. Transforest International S.A Bârcea-Mare
- S.C. Maer Import-Export
- S.C. OMV S.A.

Toate aceste firme și multe altele sunt o bază solidă în economia și comerțul orașului Simeria, contribuind, totodată, la dezvoltarea acestuia.

## Tradiții
O zonă bogată în tradiții și obiceiuri este și cea în care se află orașul Simeria. Satele din jur, deși aparțin, din punct de vedere organizatoric, de același nucleu -Simeria-, sunt foarte bine personalizate. Astfel portul popular, obiceiurile și tradițiile au particularitățile lor moștenite de secole, fiecare zonă devenind astfel o "bază de date" ca sursă vitală în orice societate: folclorul.
Ca ultim act important în segmentul cultural din Simeria este promovarea festivalului "Cântecele Streiului", susținut de asociația non-profit cu același nume, ce desfășoară o activitate culturală, civică și științifică, ce acceptă și promovează atât valorile și principiile naționale, cât și valorile și principiile europene în materie de interculturalitate.

## Atracții turistice
- Rezervația naturală Măgura Uroiului (10 ha).
- Rezervația Naturală "Arboretumul Simeria"[9] (70 ha), un interesant parc dendrologic, pe locul 3 în Europa ca frumusețe și număr de specii de arbori și pe locul 11 în lume.[10] Parcul a fost creat în anul 1700, în jurul „Castelului Gyulay” (mai târziu „Castelul Ocskay”). Arboretumul (Parcul Dendrologic Simeria) se află pe locul 3 în Europa și pe locul 11 în lume, conform Enciclopediei Britanice.

## Personalități
- Gheorghe Bánffy al II-lea (1746 - 1822), guvernator al Marelui Principat al Transilvaniei;
- Octavian Muntean (1860 - 1923), deputat în Marea Adunare Națională de la Alba Iulia;
- Rudolf Eisenmenger (1902 - 1994), pictor;
- Sigismund Toduță (1908 - 1991), compozitor;
- Ferenc Ottrok (1911 - 1972), tenor;
- Mircia Muntean (n. 1963), politician.
- Ciprian Urican (n. 1967), antrenor de fotbal.

## Imagini

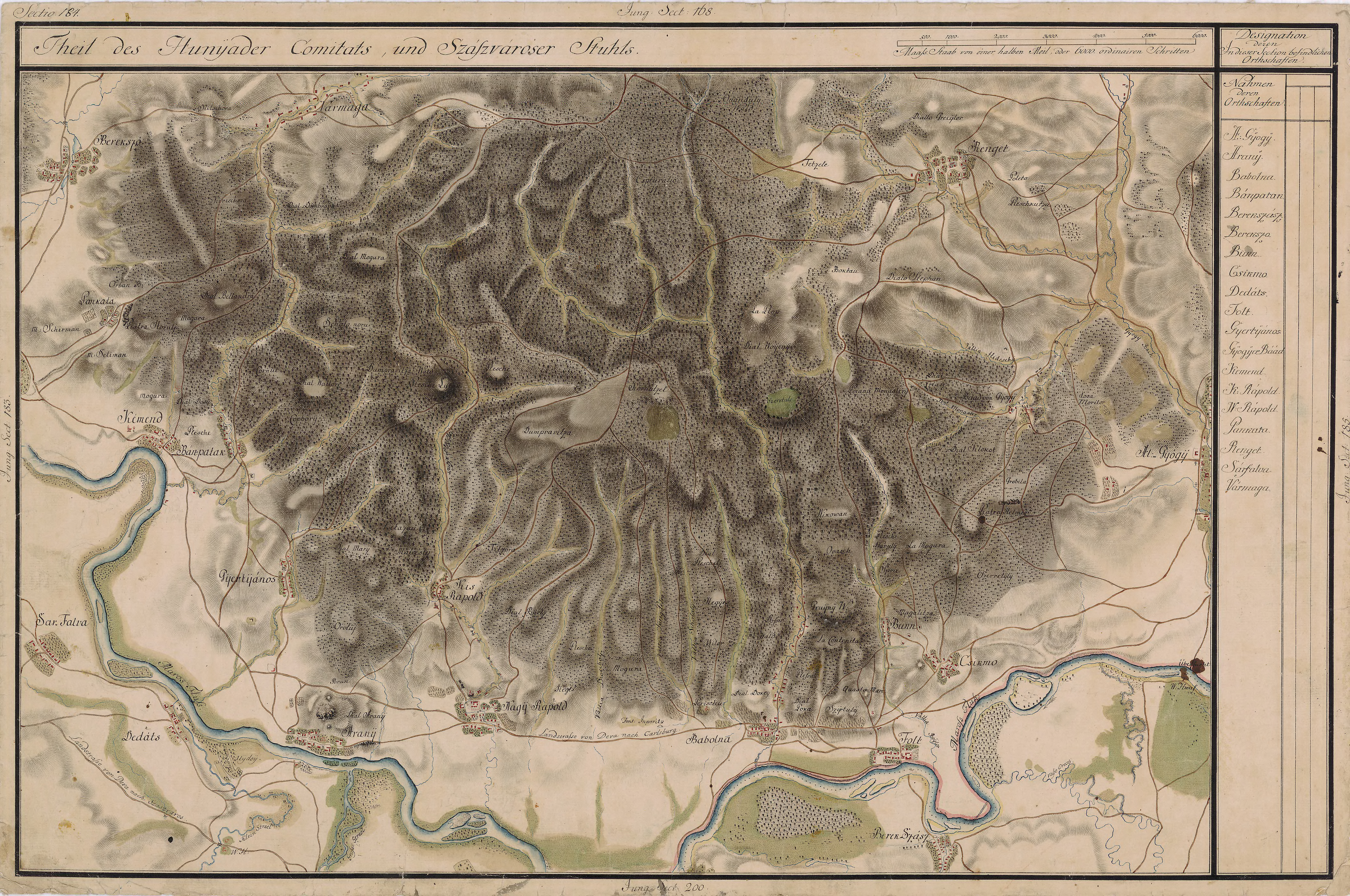
Simeria în Harta Iosefină a Transilvaniei, 1769-1773
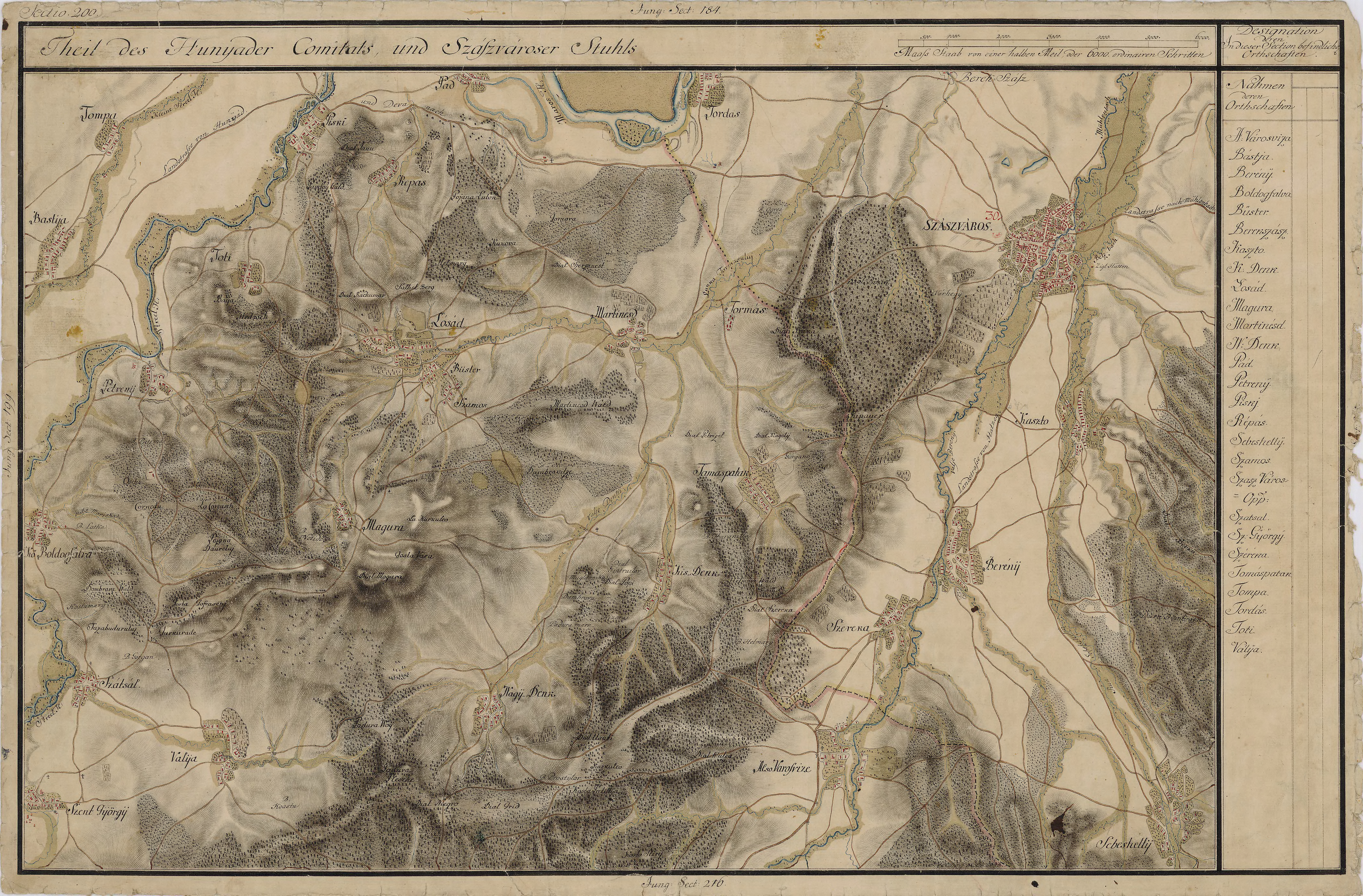
Simeria în Harta Iosefină a Transilvaniei, 1769-1773
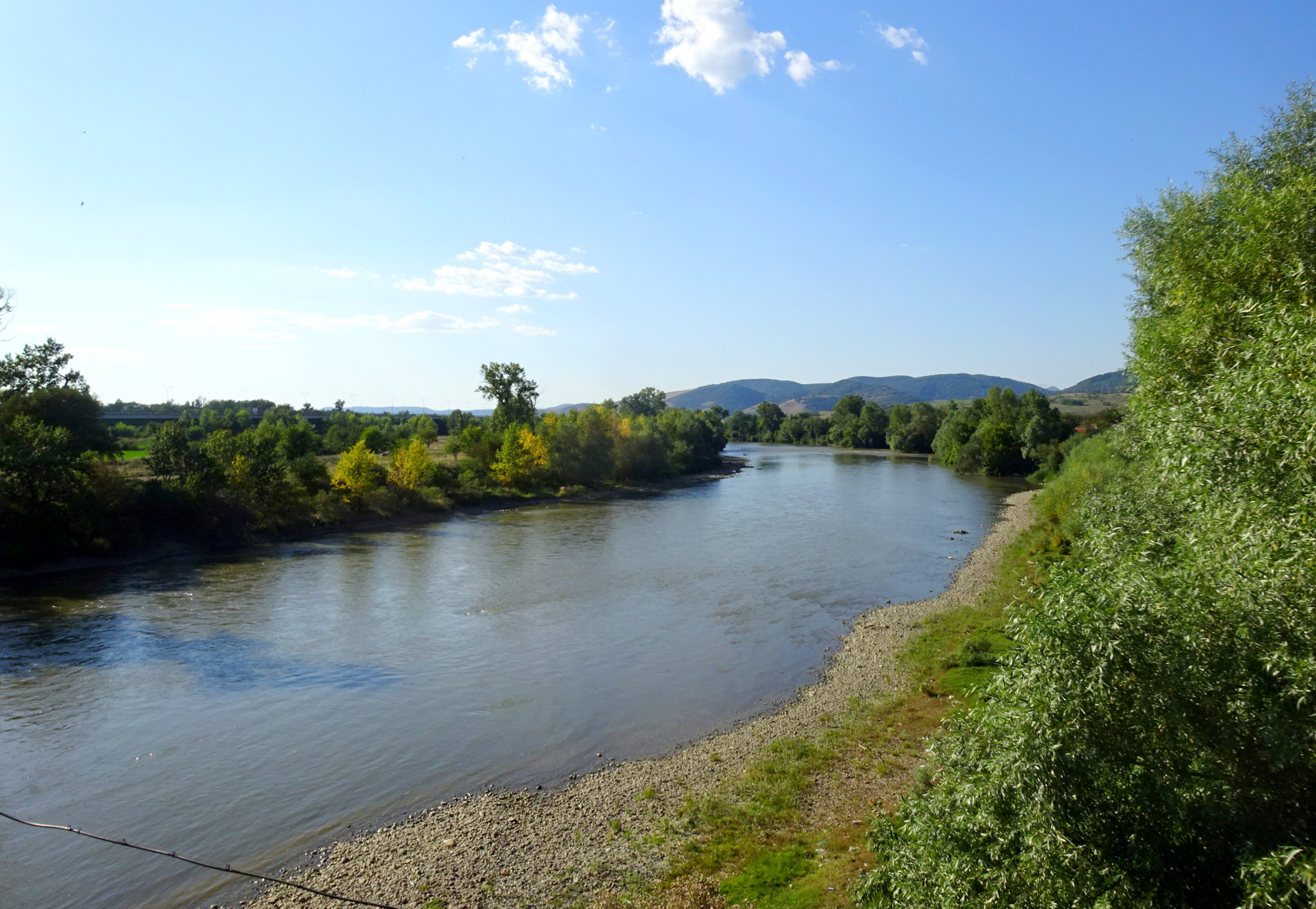
Râul Mureș la Simeria
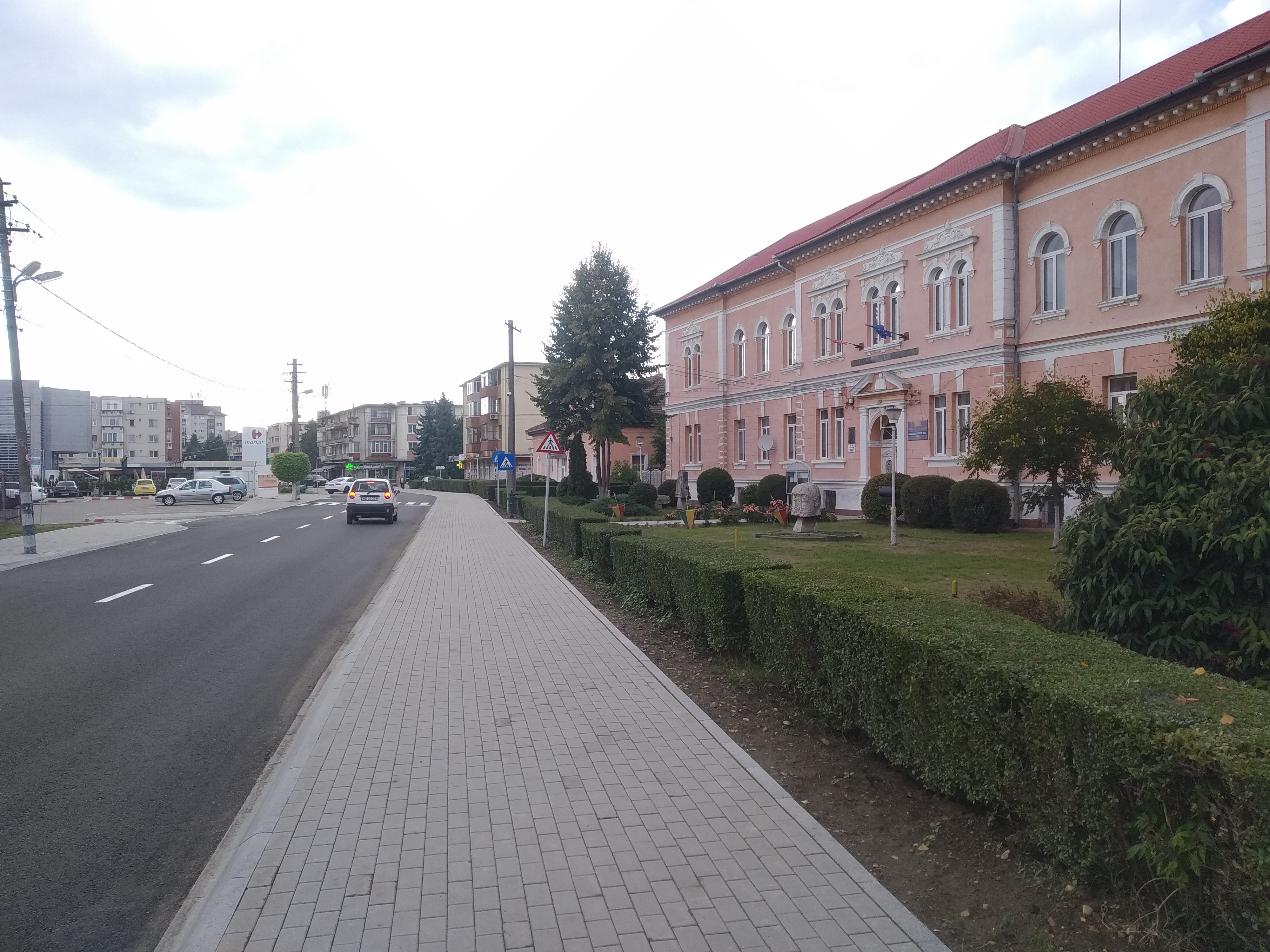
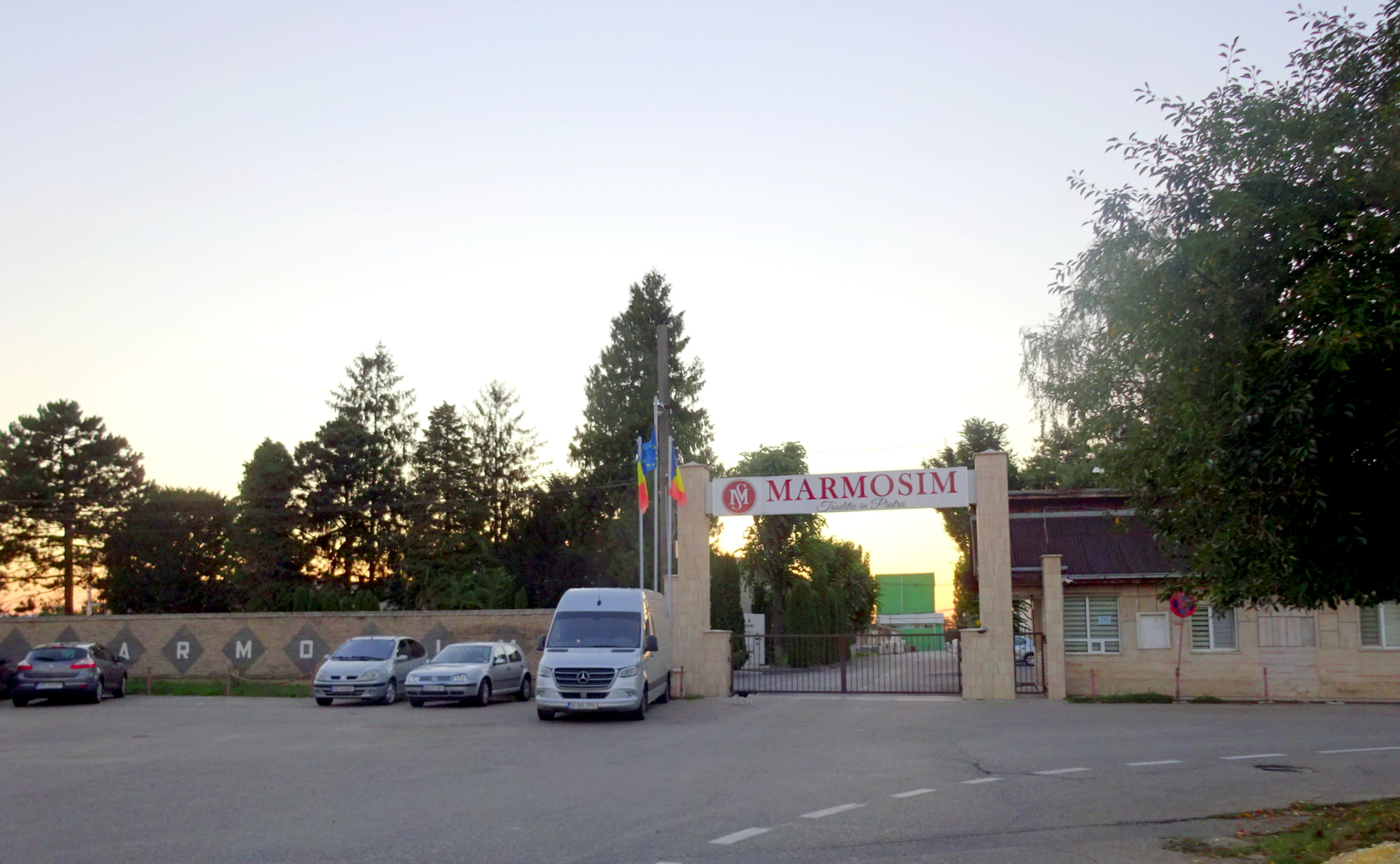
Marmosim Simeria
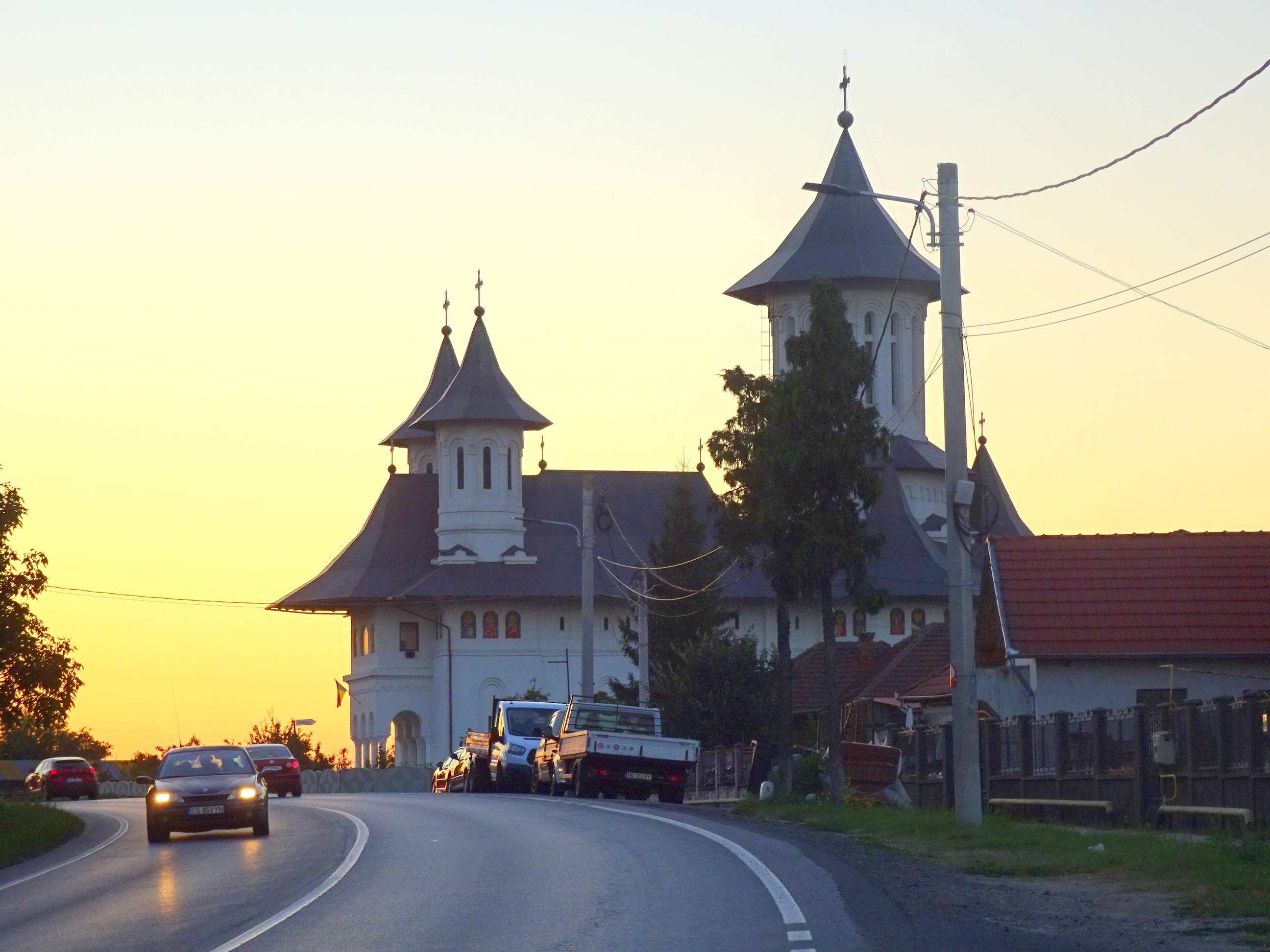
Biserica Înălțarea Domnului din Simeria și DN 7
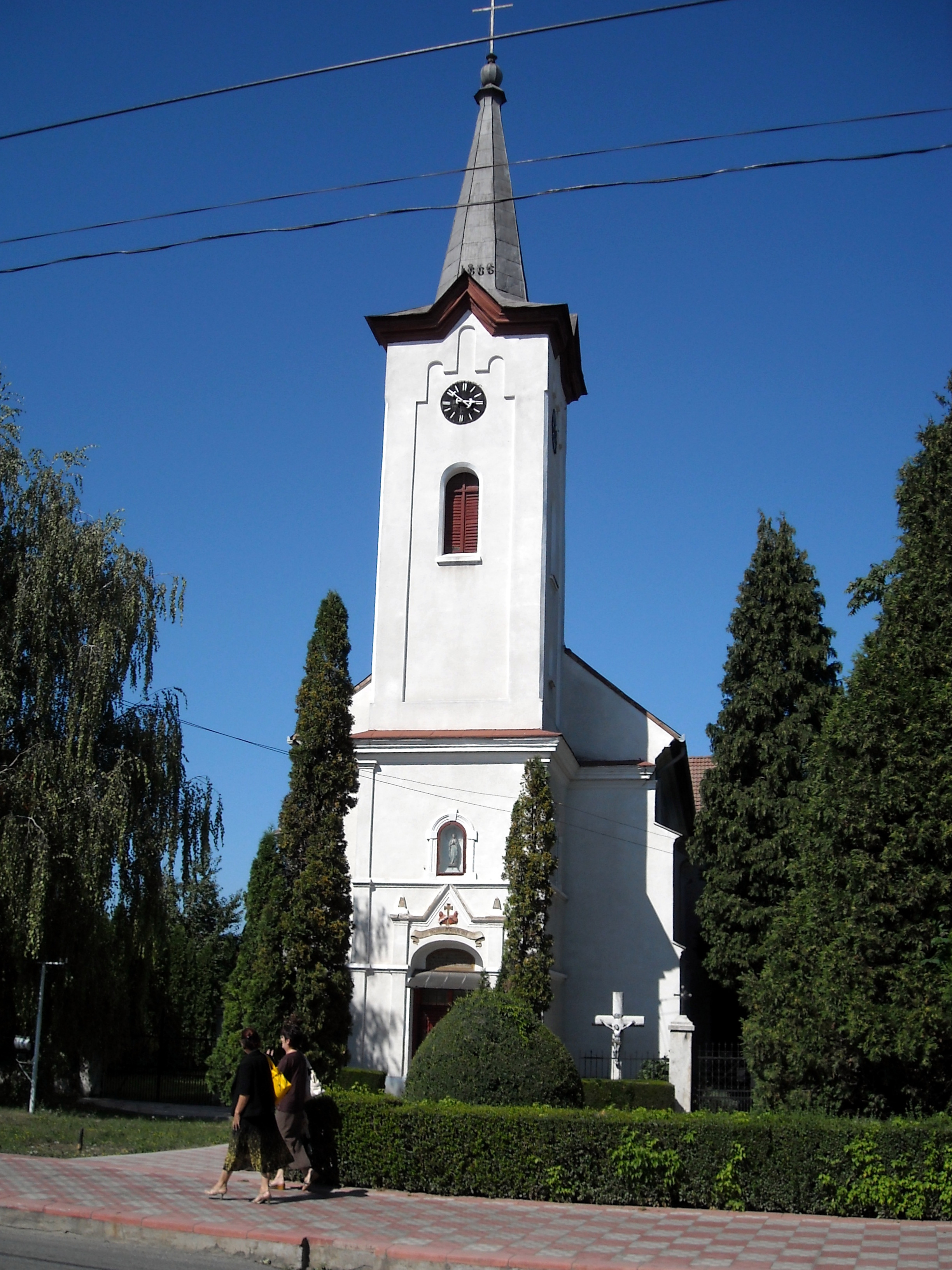
Biserica romano-catolică Sf. Ștefan Rege (1886)
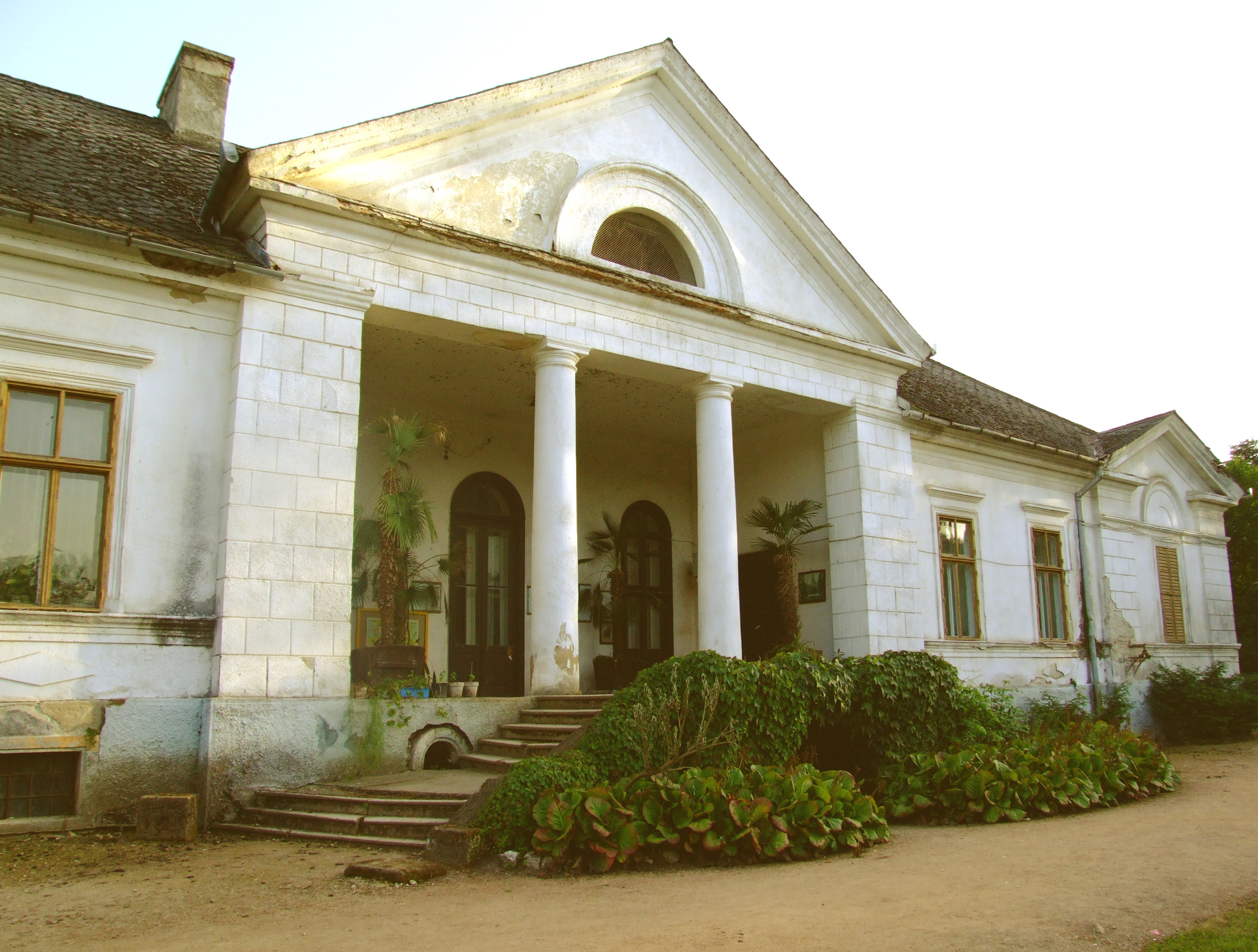
Castelul Bella Fay (monument istoric)
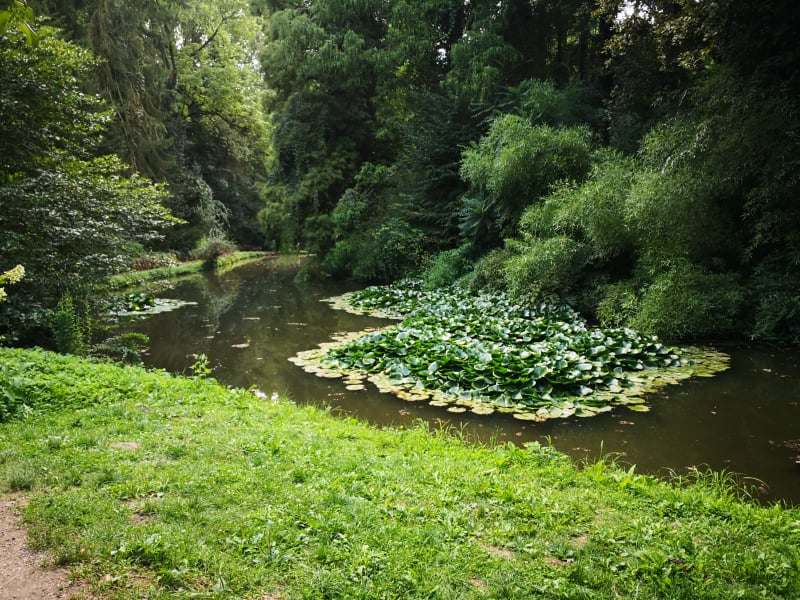
Lacul din parcul dendrologic Simeria
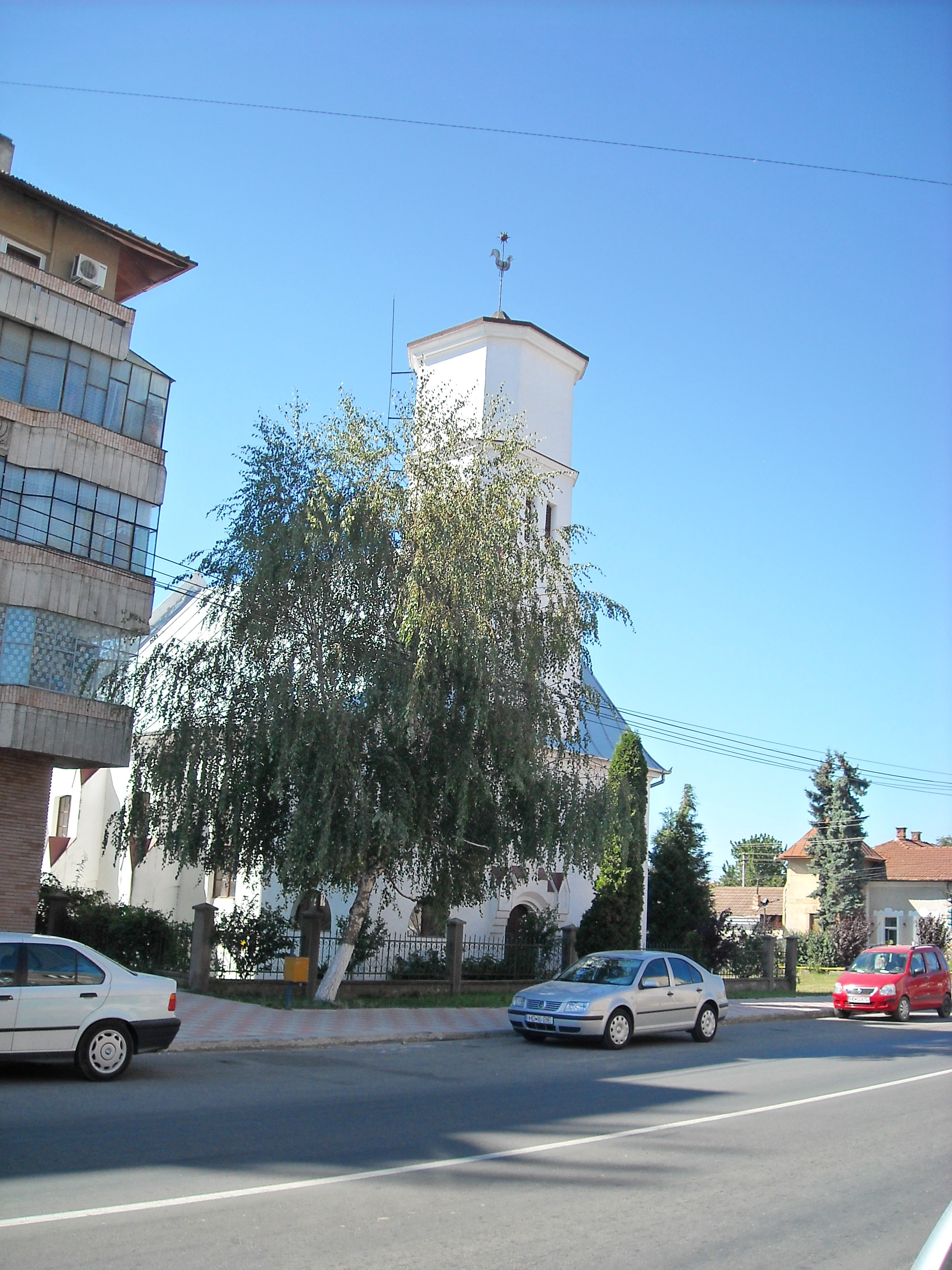
Biserica reformată (1889)
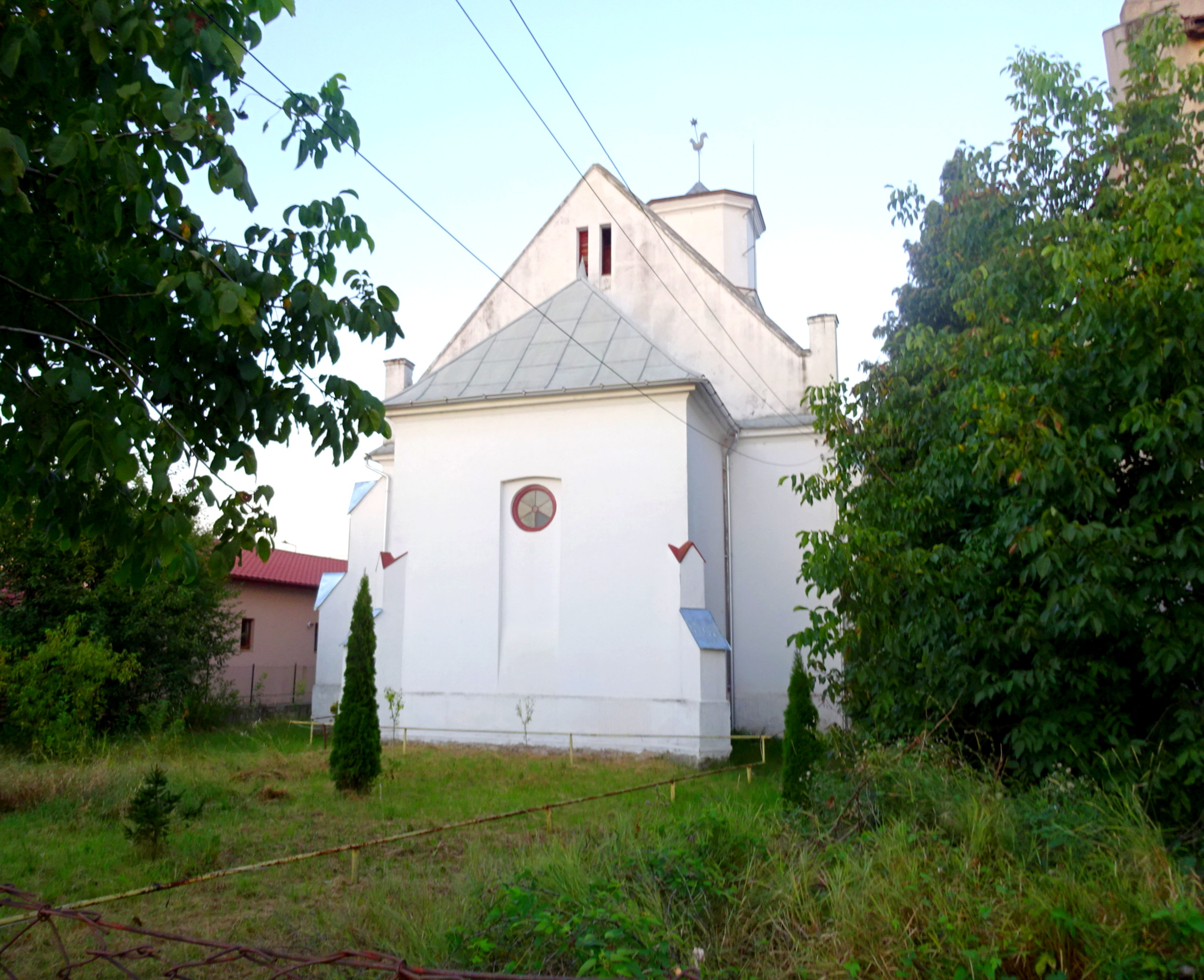
Biserica reformată (1889)
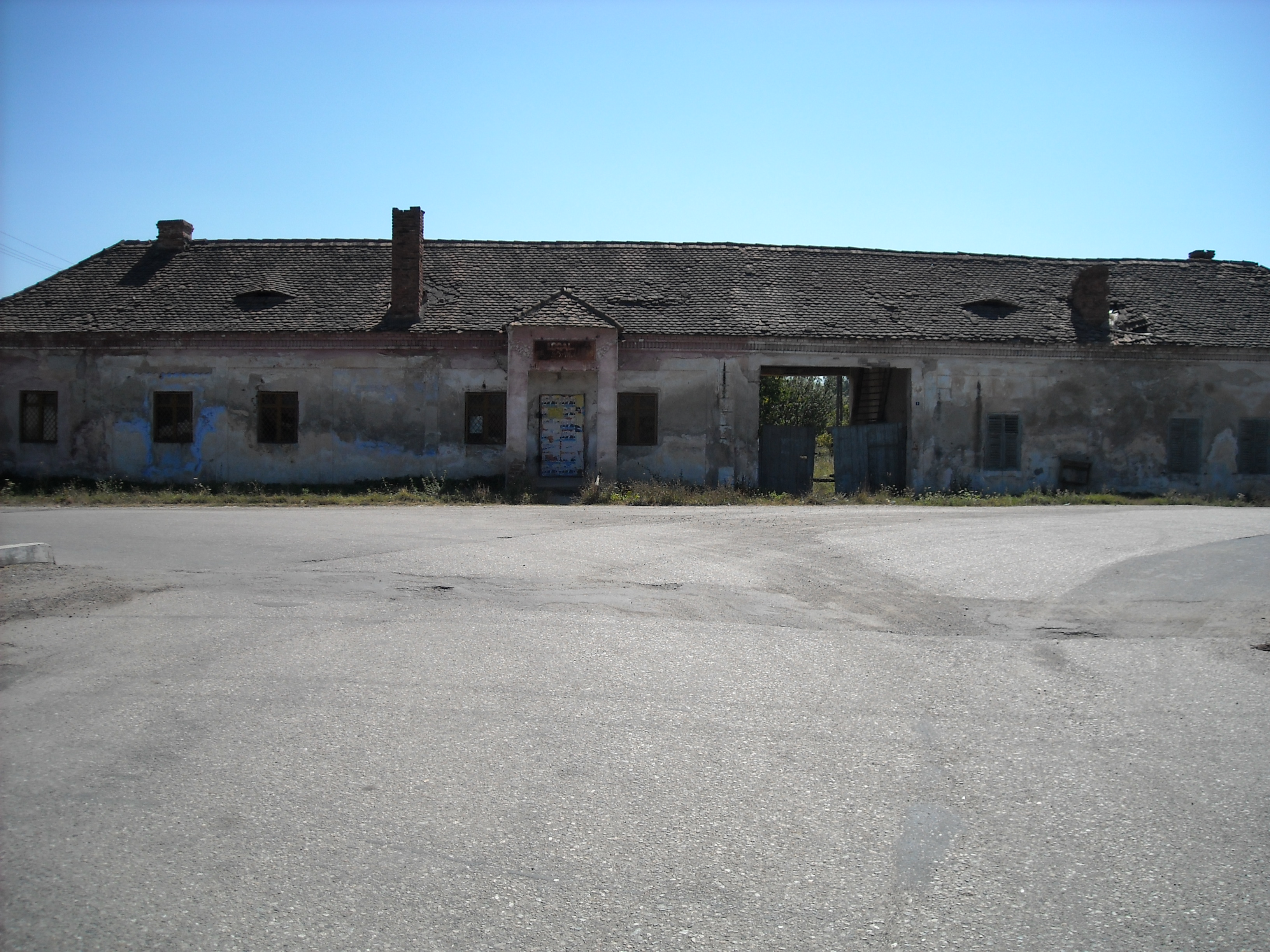
Fostul sediu al generalului Bem, sat aparținător Simeria Veche (monument istoric)
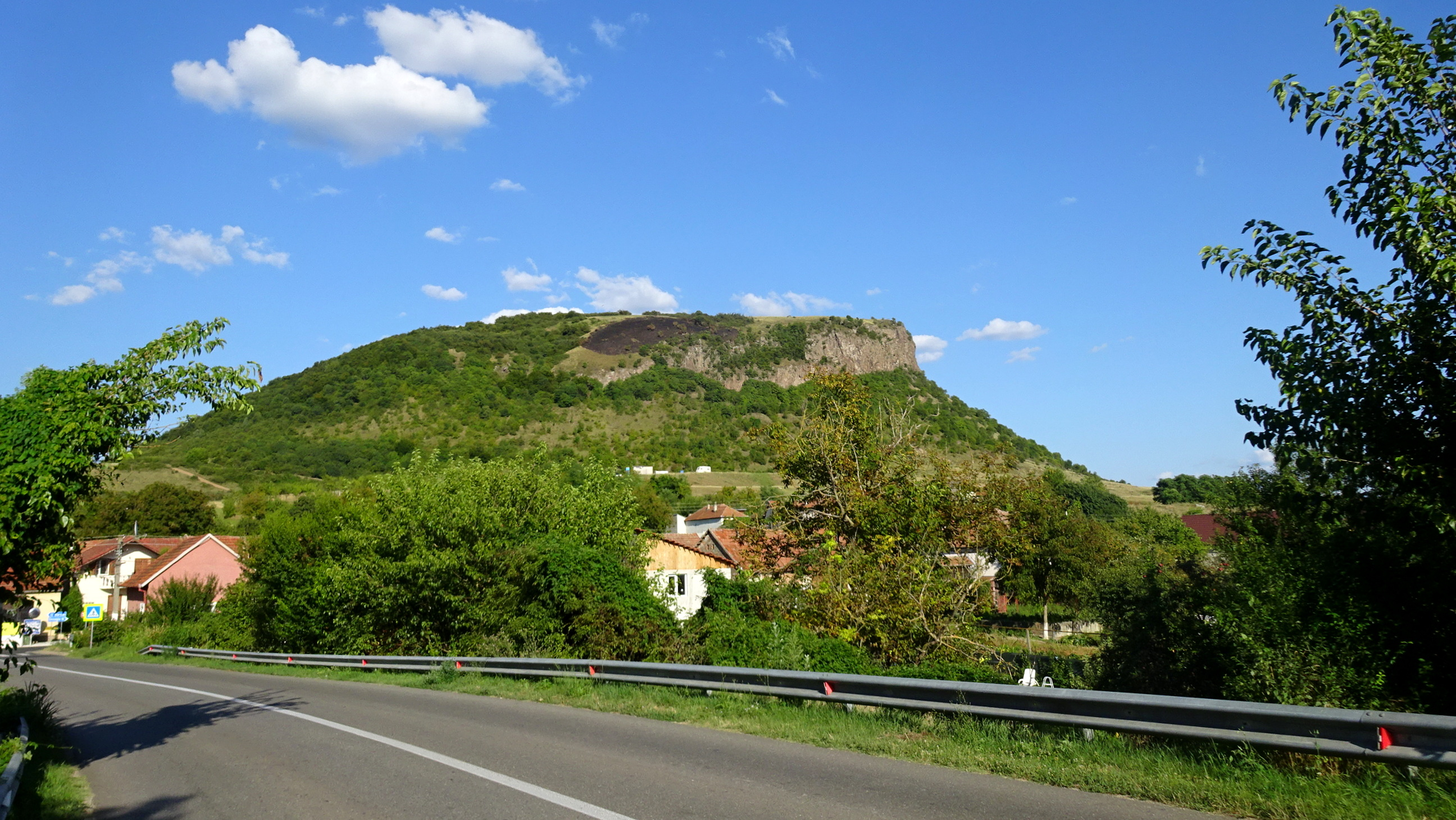
Măgura Uroiului
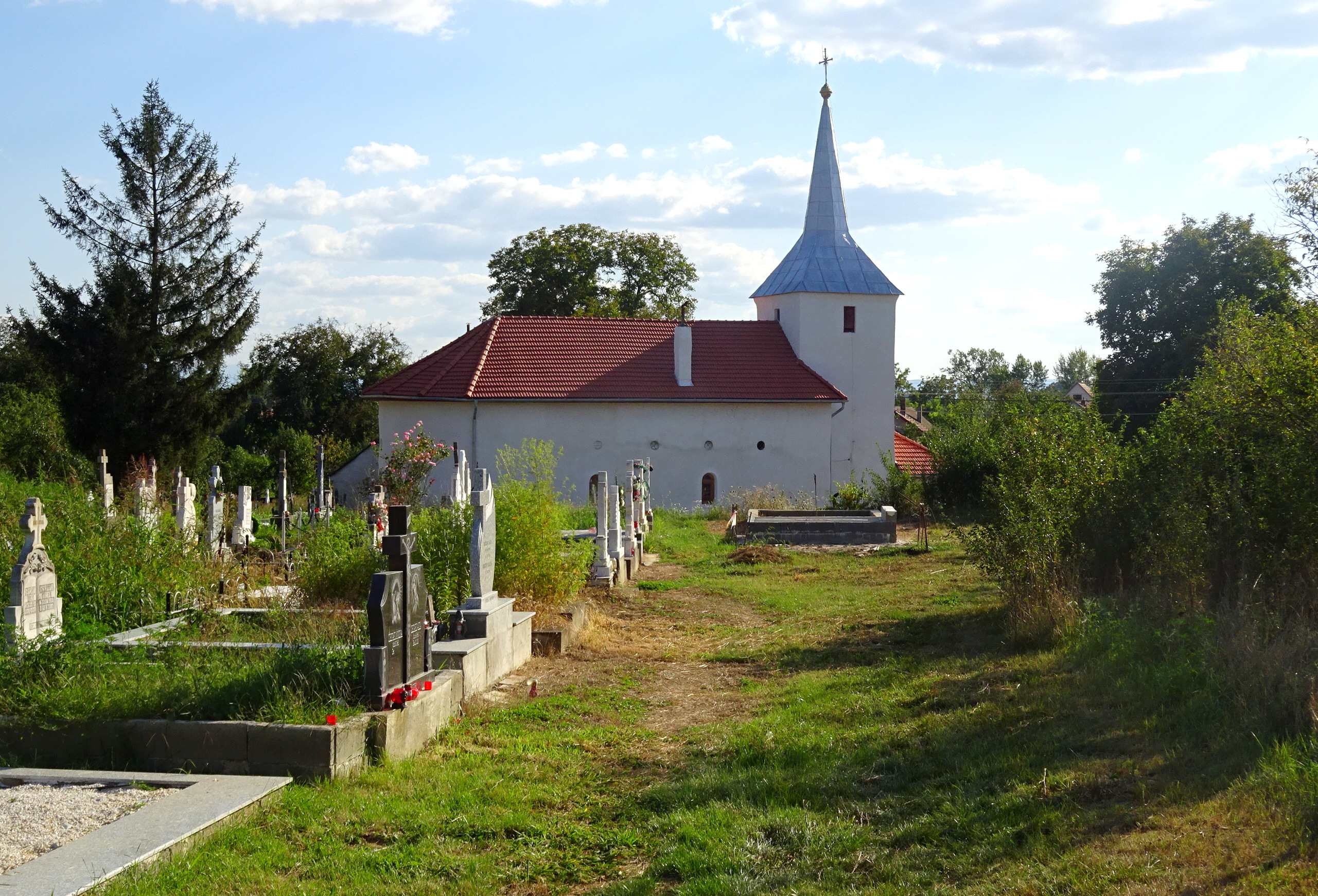
Biserica Adormirea Maicii Domnului din Uroi (1875)
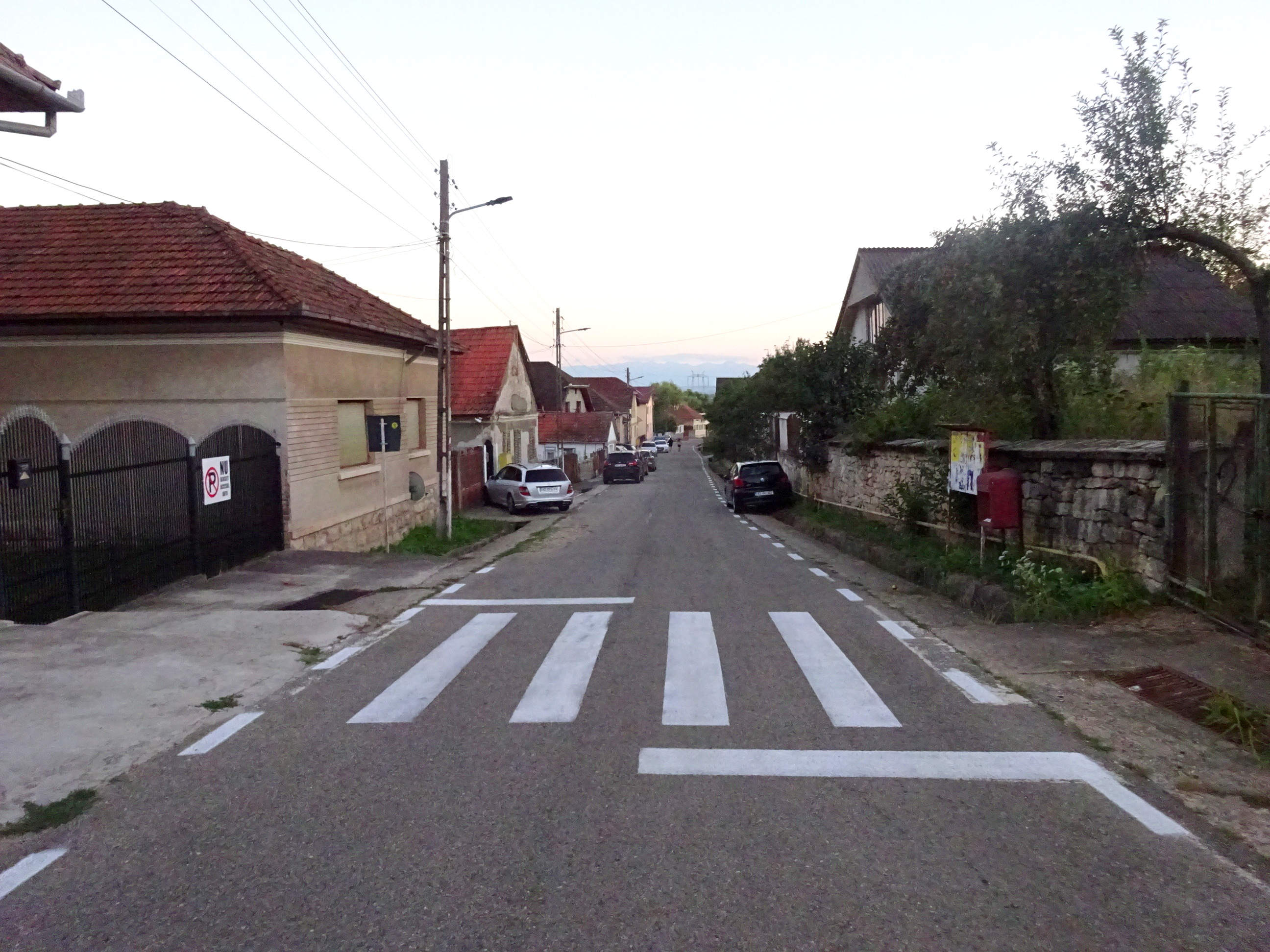
Cărpiniș